# Chapelle Saint-Roch de Mons (Hérault)
Pour les articles homonymes, voir Chapelle Saint-Roch.
La chapelle Saint-Roch est une chapelle romane située à Mons dans le département français de l'Hérault et la région Occitanie.

## Localisation
La chapelle est située dans le hameau de la Voulte, sur une butte isolée par un méandre du Jaur.

## Historique
La chapelle fut construite au XIIe siècle comme chapelle castrale du château de la Voulte, aujourd'hui disparu. La position du château était stratégique, lui permettant de contrôler les vallées du Jaur et de l'Orb. La chapelle a été remaniée au XVIIe siècle. Elle est aujourd'hui désaffectée.
À partir du XIXe siècle, la vénération de Saint Roch, invoqué pour la guérison des maladies et la protection des récoltes, l'emporte sur celle de la vierge Marie. Les paroissiens de Mons, Saint-Martin-de-l'Arçon et Saint-Julien y viennent en pèlerinage le 16 août. Malgré une chute de la pratique, ce culte continue au XXIe siècle.

## Protection
La chapelle fait l'objet d'une inscription au titre des monuments historiques depuis le 29 décembre 1981.